# یابلوننه ناد اورلیتسی
یابلوننه ناد اورلیتسی (به چکی: Jablonné nad Orlicí) یک منطقهٔ مسکونی و شهرستان دارای شهرک سابقاً روستا در جمهوری چک است که در ناحیه اوستی ناد اورلیتسی واقع شده‌است. یابلوننه ناد اورلیتسی ۳٬۳۰۱ نفر جمعیت دارد.

## خواهرخوانده
شهرهای زی‌هاوزن (آلتمارک) و Hinwil خواهرخوانده‌های یابلوننه ناد اورلیتسی هستند.